# سيداث تشوموغو
سيداث كونابي تشوموغو Seidath Tchomogo (بالفرنسية: Séïdath Tchomogo)‏، من مواليد 13 أغسطس 1985 في بنين، لاعب كرة قدم بنيني.
بدأ مسيرته الكروية مع نادي ليونز في عام 2003، ولعب معهم حتى عام 2006، وفي عام 2007 انتقل إلى نادي الرفاع الشرقي البحريني، ويلعب حاليا مع نادي العروبة العماني.
و هو يلعب مع منتخب بنين لكرة القدم منذ عام 2003، فكان لاعبا لمنتخب بنين عام 2004 في كأس الأمم الأفريقية، أيضا لعب عام 2005 في كأس العالم للشباب، لم يلعب أساسيا حتى عهد قريب وكانت آخر مباراة رسمية شارك فيها على دكة الاحتياط، كانت ضد الجزائر في تصفيات كأس العالم 2014.

## روابط خارجية
- سيداث تشوموغو على موقع الاتحاد الدولي (مؤرشف)  (الإنجليزية)
- سيداث تشوموغو على موقع قاعدة بيانات كرة القدم.إي يو (الإنجليزية)
- سيداث تشوموغو على موقع بيانات كرة القدم. دي إي (الألمانية)
- سيداث تشوموغو على موقع ناشيونال فوتبول تيمز (الإنجليزية)
- سيداث تشوموغو على موقع Soccerway.com (الإنجليزية)
- سيداث تشوموغو على موقع عالم كرة القدم.نت (الإنجليزية)
- سيداث تشوموغو على موقع كووورة